# Đại học Tân Cương
Đại học Tân Cương (XJU; tiếng Uyghur: شىنجاڭ ئۇنىۋېرستېتى, Шинҗаң Университети; tiếng Trung: 新疆大学; bính âm: Xīnjiāng Dàxué) là một trong những trường đại học lớn ở Khu tự trị Tân Cương, Cộng hòa Nhân dân Trung Hoa và là một trường đại học trọng điểm quốc gia.
Đại học Tân Cương được thành lập năm 1924 tại Ürümqi, là một trường đại học toàn diện với trình độ học vấn cao nhất ở Tân Cương, thuộc Dự án 211. Đây là một trường đại học hạng B "Double First Class" của Bộ Giáo dục Trung Quốc.